# Френсіс Чичестер
Сер Френсіс Чарльз Чичестер (англ. Sir Francis Charles Chichester; 17 вересня 1901, Барнстапл, графство Девон, Англія — 26 серпня 1972, Плімут, Англія) — британський льотчик і моряк, яхтсмен, обійшов наодинці навколо світу.
В 1957 році у Френсіса виявили рак, який він зміг подужати, п'ючи морську воду. (Це міг бути помилковий діагноз; Девід Льюїс, лондонський лікар, який змагався із Чичестером у перших одноосібних Атлантичних перегонах, переглянув цей випадок і назвав хворобу Чичестера "абсцесом легенів".)
У 1960 році виступив одним з організаторів і виграв трансатлантичних перегонах одинаків (OSTAR), пройшовши на своїй яхті «Джіпсі-Мот III» з Плімута до Нью-Йорку за 40,5 днів.
1964 року в числі 15 яхт знову взяв участь у трансатлантичних перегонах одинаків (OSTAR) і зайняв друге місце, поступившись Еріку Табарлі.
З 1966 по 1967 рік на яхті «Gipsy Moth IV» виконав найшвидшу навколосвітню подорож на самоті: від Плімута до Сіднея (14100 миль) — 107 днів, і з Сіднея навколо мису Горн в Плімут (15517 миль) — 119 днів. За відвагу та мужність під час цього походу був посвячений у лицарі королевою Єлизаветою II.
Досяг рекорду середньодобового переходу під вітрилами серед одинаків — 131 морська миля за добу.